# 大鷹型航空母艦
大鷹型航空母艦（たいようがたこうくうぼかん）は、大日本帝国海軍の航空母艦の艦型。

## 特徴
いずれも原型となったのは商船であるが、建造に際しては、有事の際の空母への改造を前提として「優秀船舶建造助成施設」制度のもと多額の政府助成金が使われており、船体の設計には海軍艦政本部の意見が大きく作用していた。船首第一船倉は航空機用の燃料タンクへの改造が織り込んであり、第二船倉は航空機用爆弾・魚雷庫に使うことを前提にしていた。前後の船倉の位置もエレベーターの隔壁位置に合わされている。ただし正規の航空母艦と同様の防御構造はなく、防弾甲板、燃料タンク、爆弾倉の防御などは最低限のものでしかなかった。
改造は遊歩甲板以上を撤去して格納庫甲板とし、その上5メートルの位置に飛行甲板を設けた。主機は客船時のままとしたため速力は21ノットにとどまった。
しかし、ベースとなった船には新田丸級貨客船の3隻に加えて、一回り以上小さなあるぜんちな丸に、ドイツで設計建造された客船シャルンホルストまで含まれ、一見すると雑多な寄せ集めにも思えるが、新田丸級はシャルンホルストに対抗して、これをベンチマークして建造された経緯があり、要目も近かった。
大鷹、神鷹、海鷹は客船改造の空母であるが、日本海軍はこれらを正規航空母艦と同様に用いるつもりがあった。しかしながら船体が小型で、機関を強化せず最大速力21ノットと低速であることから、一線級の艦上機を運用することは難しかった。（アメリカ海軍の特設航空母艦、ボーグ級航空母艦やカサブランカ級航空母艦は全長160m程度の小型艦であり、大鷹型よりさらに一回り小さく低速だったが、これらは油圧式カタパルトを用いて機数は少ないながらも一線級の艦上機を運用することができた）

## 歴史
元は日本郵船が欧州航路用客船として三菱重工業長崎造船所で建造した新田丸級貨客船。1940年（昭和15年）秋より建造中の春日丸が改造を開始、その後に八幡丸、新田丸が改造され、それぞれ大鷹、雲鷹、冲鷹となった。艦型が空母としては小型であること、速力も低いことから太平洋戦争中は航空機の運搬を主とし、内地とトラックの間を往復した。
大鷹型航空母艦は、当時の一線級の艦上機を実戦運用できない。これは低速小型であることから、少数機を飛行甲板いっぱいに滑走させての離着艦は可能であっても、多数機を飛行甲板上に並べて一挙に発艦させられないためであった。したがってこれらの空母は主に航空機輸送任務に使用された。海軍機だけではなく陸軍機、双発爆撃機、双発複座戦闘機なども輸送している。主たる輸送先はパラオ、トラック、ラバウル、フィリピン、ジャワ、シンガポール等である。船団哨戒任務としては、1942年（昭和17年）まで大鷹は、九六式艦上戦闘機と九六式艦上爆撃機を搭載していた。
大鷹は1942年（昭和17年）3月から1943年（昭和18年）12月までに18度の輸送任務を行った。内訳はトラックに12度、カヴィエンに3度、ラバウルに1度、パラオに1度である。1942年（昭和17年）9月28日には米潜水艦の雷撃で危うく沈没しかけるも、総計で720機の航空機を輸送した。雲鷹は21度の輸送を行っている。内訳はトラックへ17度、ラバウルへ2度、バリクパパンへ2度である。冲鷹はトラックへ13度の輸送を行った。3隻の大鷹型空母が南方へ輸送した航空機は2,000機以上であった。また、大鷹は瀬戸内海で発着艦訓練用に用いられた。
1943年（昭和18年）12月、これらの大鷹型航空母艦は輸送から船団護衛の任に就くこととされたが、冲鷹が12月中に八丈島沖で米潜水艦の雷撃により撃沈された。1944年（昭和19年）5月から大鷹と雲鷹は船団護衛に専門に投入された。護衛にあたり使用したのは九七式艦上攻撃機で、搭載機数は12から17機であった。哨戒に当たっては爆雷や対潜爆弾を装備し、2機程度が発艦、船団の周囲を索敵した。1度の哨戒は2時間から3時間である。これをローテーションで繰り返した。
1944年（昭和19年）5月から6月にかけ、大鷹はヒ61船団の護衛に従事した。この船団はタンカー10隻と貨物船1隻からなり、行程は門司からシンガポールである。大鷹は護衛艦艇8隻とともに随伴し、途上タンカー1隻が魚雷攻撃を受けるがシンガポールへ到達した。折り返し8隻の輸送船と護衛艦艇5隻とともに日本へ向かい、全ての船が無事に帰還した。
しかし、日の出から日没までの護衛は可能であっても夜間の対潜哨戒は行えなかった。1944年（昭和19年）8月18日夜の午後10時に、ヒ71船団を護衛していた大鷹は米潜水艦の放った魚雷が航空機用燃料タンクに被雷し撃沈された。また雲鷹も1944年（昭和19年）9月17日、ヒ74船団を護衛中に米潜水艦の魚雷2発を受けて沈没した。時間は未明であった。

## 同型艦
- 大鷹（新田丸級「春日丸」)
- 雲鷹（新田丸級「八幡丸」)
- 冲鷹（新田丸級「新田丸」)
- 神鷹（シャルンホルスト)
- 海鷹（あるぜんちな丸)